# Acleistia
Acleistia — рід грибів родини Hyaloscyphaceae. Назва вперше опублікована 1917 року.

## Класифікація
До роду Acleistia відносять 1 вид:
- Acleistia alniella